# 萨利姆·多萨里
萨利姆·多萨里（阿拉伯语：سالم محمد الدوسري，1991年8月19日—）是沙特阿拉伯的职业足球运动员，司职边锋，现效力于沙特阿拉伯职业足球联赛的沙特希拉爾足球俱樂部。2018年，作为沙特阿拉伯足球协会和西班牙足球甲级联赛合作计划的一部分，他被租借至西甲联赛的比利亞雷阿爾效力，出场一次。
他在2012年被沙特阿拉伯国家足球队征召参加2014年國際足協世界盃外圍賽，在对澳大利亚的客场比赛中打入他的首粒国家队进球。2018年5月他入选沙特阿拉伯征战2018年国际足联世界杯的大名单。

## 成年国家队进球统计
截至2018年5月15日
比分顺序中沙特阿拉伯国家队在先
| #  | 日期           | 场地                         | 对手   | 得分 | 赛果 | 赛事                       |
| -- | -------------- | ---------------------------- | ------ | ---- | ---- | -------------------------- |
| 1. | 2012年2月29日  | 澳大利亚墨尔本矩形球场       |        | 1–0  | 2–4  | 2014年國際足協世界盃外圍賽 |
| 2. | 2014年11月23日 | 利雅得法赫德国王国际体育场   | 阿联酋 | 3–2  | 3–2  | 2014年海湾国家杯           |
| 3. | 2017年6月8日   | 澳大利亚阿德莱德椭圆球场     |        | 1–1  | 2–3  | 2018年國際足協世界盃外圍賽 |
| 4. | 2018年5月15日  | 西班牙塞维利亚奥林匹克体育场 | 希腊   | 1–0  | 2–0  | 友谊赛                     |

## 荣誉
希拉爾
- 沙特阿拉伯职业足球联赛冠軍 : 2016-17，2019-20[6]，2020-21，2021-22，2023–24
- 沙特國王盃冠軍 : 2015，2017，2019-20
- 沙特王儲盃冠軍 : 2011-12, 2012-13, 2015-16
- 沙特超级盃冠軍 : 2015，2018，2021，2023[7]
- 亞冠盃冠軍 : 2019，2021

### 個人
- 亞冠盃MVP : 2021[8]